# LIGO Scientific Collaboration
LIGO Scientific Collaboration (LSC) es una colaboración científica entre institutos internacionales de física y grupos de investigación dedicadas a la búsqueda de ondas gravitatorias.
Los miembros de la LSC tienen acceso a los detectores avanzados de LIGO ubicados en Hanford, Washington y en Livingston, Luisiana, Estados Unidos, así como el detector GEO600 ubicado en Sarstedt, Alemania. Bajo un acuerdo con el Observatorio Gravitacional Europeo (EGO), conocido como la LSC-Virgo Collaboration (LVC), los miembros de la LSC también tienen acceso a datos del detector Virgo localizado en Pisa, Italia.
La portavoz actual de la agrupación es Gabriela González  de la Universidad Estatal de Luisiana, y su director ejecutivo es David Reitze de la Universidad de la Florida.
El 11 de febrero de 2016, la colaboaciones LIGO y Virgo anunciaron que Marco Drago, físico en el Instituto Albert Einstein en Hannover, Alemania, tuvo éxito en hacer la primera observación ondulatoria gravitacional el 14 de septiembre de 2015.

## Miembros
Las instituciones afiliadas a LSC a noviembre de 2015 son:
| Institución                                           | País               | Miembros | Sitio web |
| ----------------------------------------------------- | ------------------ | -------- | --- |
| Universidad Cristiana de Abilene                      | Estados Unidos     | 2        | |
| Albert-Einstein-Institute, Hannover                   | Alemania           | 79       | Observational Relativity and Cosmology Archivado el 16 de agosto de 2018 en Wayback Machine., Laser Interferometry and Gravitational Wave Astronomy Archivado el 28 de octubre de 2018 en Wayback Machine. |
| Albert-Einstein-Institute, Potsdam-Golm               | Alemania           | 21       | Astrophysical and Cosmological Relativity Archivado el 20 de agosto de 2018 en Wayback Machine. |
| Universidad Americana                                 | Estados Unidos     | 4        | |
| Andrews University                                    | Estados Unidos     | 6        | Andrew University LIGO |
| Universidad Nacional Australiana                      | Australia          | 16       | Centre for Gravitational Physics Archivado el 6 de septiembre de 2015 en Wayback Machine. |
| California Institute of Technology                    | Estados Unidos     | 93       | LIGO Lab, Caltech LIGO Astrophysics |
| California State University, Fullerton                | Estados Unidos     | 15       | Gravitational Wave Physics and Astronomy Center |
| Canadian Institute for Theoretical Astrophysics       | Canadá             | 4        | Gravitational waves |
| Cardiff University                                    | Reino Unido        | 25       | Gravitational Physics Group |
| Carleton College                                      | Estados Unidos     | 13       | |
| Charles Sturt University                              | Estados Unidos     | 1        | |
| Chennai Mathematical Institute                        | India              | 1        | |
| College of William and Mary                           | Estados Unidos     | 3        | |
| Universidad de Columbia                               | Estados Unidos     | 8        | |
| Embry–Riddle Aeronautical University                  | Estados Unidos     | 8        | |
| Universidad Eötvös Loránd                             | Hungría            | 9        | Eötvös Gravity Research Group |
| Instituto de Tecnología de Georgia                    | Estados Unidos     | 20       | Center for Relativistic Astrophysics |
| Centro de vuelo espacial Goddard                      | Estados Unidos     | 5        | |
| Observatorio Hanford                                  | Estados Unidos     | 38       | LIGO Hanford |
| Universidad Hanyang                                   | Corea del Sur      | 1        | |
| Hobart and William Smith Colleges                     | Estados Unidos     | 4        | |
| IAP, Nizhny Novgorod                                  | Rusia              | 8        | |
| ICTP-SAIFR                                            | Brasil             | 1        | |
| ICTS-TIFR                                             | India              | 9        | |
| IISER-KOL                                             | India              | 3        | |
| IISER-TVM                                             | India              | 5        | |
| Indian Institute of Technology Gandhinagar            | India              | 3        | |
| IndIGO                                                | India              | 59       | LIGO India |
| INPE                                                  | Brasil             | 6        | |
| IPR-Bhat                                              | India              | 10       | |
| IUCAA                                                 | India              | 14       | |
| Kenyon College                                        | Estados Unidos     | 3        | |
| King's College de Londres                             | Reino Unido        | 1        | |
| Korea Institute of Science and Technology Information | Corea del Sur      | 4        | |
| Universidad de Hannover                               | Alemania           | 8        | |
| Observatorio Livingston                               | Estados Unidos     | 35       | LIGO Livingston |
| Universidad Estatal de Luisiana                       | Estados Unidos     | 16       | Experimental & Theoretical General Relativity Archivado el 15 de noviembre de 2015 en Wayback Machine. |
| Instituto Tecnológico de Massachusetts                | Estados Unidos     | 35       | MIT LIGO |
| Universidad de Monash                                 | Australia          | 9        | |
| Universidad Estatal de Montana                        | Estados Unidos     | 3        | Gravitational Physics at MSU |
| Universidad Estatal de Montclair                      | Estados Unidos     | 3        | |
| Universidad Estatal de Moscú                          | Rusia              | 11       | |
| National Institute of Mathematical Sciences           | Corea del Sur      | 4        | |
| Universidad Nacional Tsing Hua                        | República de China | 3        | |
| Universidad del Noroeste                              | Estados Unidos     | 16       | LIGO Scientific Collaboration |
| Universidad Estatal de Pensilvania                    | Estados Unidos     | 7        | Penn State LIGO group Archivado el 23 de febrero de 2020 en Wayback Machine. Institute for Gravitation and the Cosmos                                                                                      |
| Universidad Nacional de Pusan                         | Corea del Sur      | 3        | |
| Instituto de Tecnología de Rochester                  | Estados Unidos     | 13       | Center for Computational Relativity and Gravitation |
| RRCAT, Indore                                         | India              | 9        | |
| Rutherford Appleton Laboratory                        | Reino Unido        | 2        | STFC Advanced LIGO |
| Universidad Nacional de Seúl                          | Corea del Sur      | 1        | |
| Sonoma State University                               | Estados Unidos     | 5        | |
| Southern University                                   | Estados Unidos     | 1        | |
| Universidad Stanford                                  | Estados Unidos     | 18       | |
| Universidad de Siracusa                               | Estados Unidos     | 31       | Syracuse University Gravitational Wave Group |
| Texas Tech University                                 | Estados Unidos     | 8        | |
| Universidad de Melbourne                              | Australia          | 3        | |
| Universidad de Sheffield                              | Reino Unido        | 5        | |
| Tata Institute of Fundamental Research                | India              | 5        | |
| Trinity University                                    | Estados Unidos     | 2        | |
| Universidad Tsinghua                                  | China              | 5        | |
| University of Alabama in Huntsville                   | Estados Unidos     | 2        | |
| Universidad de Adelaida                               | Australia          | 4        | Optics and Photonics Group |
| Universidad de Birmingham                             | Reino Unido        | 29       | Gravitational Wave Group |
| Universidad de Bruselas                               | Bélgica            | 2        | |
| Universidad de Cambridge                              | Reino Unido        | 6        | Gravitational waves |
| Universidad de Chicago                                | Estados Unidos     | 4        | |
| Universidad de la Florida                             | Estados Unidos     | 26       | LIGO at the University of Florida |
| University of Glasgow                                 | Reino Unido        | 61       | Institute for Gravitational Research |
| Universidad de Hamburgo                               | Alemania           | 6        | |
| Universidad de Maryland                               | Estados Unidos     | 7        | Gravitation Experiment Group |
| Universidad de Míchigan                               | Estados Unidos     | 10       | Michigan Gravitational Wave Group |
| Universidad de Minnesota                              | Estados Unidos     | 5        | LIGO at Minnesota Archivado el 19 de febrero de 2016 en Wayback Machine. |
| Universidad de Misisipi                               | Estados Unidos     | 10       | The LIGO Team at The University of Mississippi |
| Universidad de Oregón                                 | Estados Unidos     | 10       | |
| Universidad de Sannio                                 | Italia             | 10       | |
| Universidad de Santiago de Compostela                 | España             | 6        | |
| Universidad de Southampton                            | Reino Unido        | 2        | |
| Universidad de Strathclyde                            | Reino Unido        | 3        | |
| Universidad de Szeged                                 | Hungría            | 3        | |
| University of Texas Rio Grande Valley                 | Estados Unidos     | 22       | Center for Gravitational Wave Astronomy |
| Universidad de las Islas Baleares                     | España             | 9        | Relativity and Gravitation Group |
| Universidad de Washington                             | Estados Unidos     | 2        | |
| University of the West of Scotland                    | Reino Unido        | 4        | |
| University of Western Australia                       | Australia          | 21       | |
| University of Wisconsin–Milwaukee                     | Estados Unidos     | 27       | LIGO Scientific Collaboration Research Group Archivado el 15 de febrero de 2016 en Wayback Machine. |
| USC Information Sciences Institute                    | Estados Unidos     | 3        | |
| Washington State University                           | Estados Unidos     | 3        | |
| West Virginia University                              | Estados Unidos     | 4        | |
| Whitman College                                       | Estados Unidos     | 3        | |